# Villa de Bilbao (F-65)
La Villa de Bilbao (F-65) fue una corbeta perteneciente a la clase Descubierta. Se trataba de un buque de escolta costero sencillo y económico de la Armada Española, que a pesar de su sencillez dio bastantes quebraderos de cabeza a la industria naval española de la época para construirlas.

## Historia
Fue construido los Astilleros de Bazán en La Carraca (San Fernando) y originalmente estaba destinada a recibir el nombre de Favorita.
Sirvió como buque de adiestramiento de tripulaciones y en labores de vigilancia y patrulla de las aguas jurisdiccionales, hasta que en los años 80 fue dedicada a funciones de patrullero de altura, para la vigilancia de la Zona Económica Exclusiva, cambiando en su numeral la F, primero por la PA, y posteriormente en 1986 por la P. Finalmente, en 1992 fue dada de baja y desguazada.

### Buques de la clase
- Descubierta (F-51)
- Atrevida (F-61)
- Princesa (F-62)
- Diana (F-63)
- Nautilus (F-64)